# Ruoppisuo, Nojosenvaarankurun ja Valkeaisenpuron lehdot
Ruoppisuo, Nojosenvaarankurun ja Valkeaisenpuron lehdot este o arie protejată (arie specială de conservare — SAC, sit de importanță comunitară — SCI) din Finlanda întinsă pe o suprafață de 110 ha, integral pe uscat.

## Localizare
Centrul sitului Ruoppisuo, Nojosenvaarankurun ja Valkeaisenpuron lehdot este situat la coordonatele 66°02′34″N 28°52′09″E / 66.0428°N 28.8692°E.

## Înființare
Situl Ruoppisuo, Nojosenvaarankurun ja Valkeaisenpuron lehdot a fost declarat sit de importanță comunitară în august 1998 pentru a proteja un număr necunoscut de specii din flora spontană și fauna sălbatică aflate în arealul zonei. Situl a fost protejat și ca arie specială de conservare în aprilie 2015.

## Biodiversitate
Situată în ecoregiunea boreală, aria protejată conține 10 habitate naturale: Izvoare fino-scandinave și mlaștini produse de izvoare bogate în minerale, Mlaștini alcaline, Turbării Aapa, Pante stâncoase calcaroase cu vegetație casmofită, Taiga vestică, Păduri fino-scandinave bogate în ierburi cu Picea abies, Mlaștini împădurite, Lacuri și iazuri distrofice naturale, Cursuri de apă de la nivel de câmpie la nivel montan, cu vegetație Ranunculion fluitantis și Callitricho-Batrachion, Liziere de ierburi înalte hidrofile de câmpie și de nivel montan până la alpin.
La baza desemnării sitului se află un număr nedeclarat de specii protejate.
Pe lângă speciile protejate, pe teritoriul sitului au mai fost identificate 15 specii de plante.